# Lalganj
Lalganj (o Lalgang) è una suddivisione dell'India, classificata come municipality, di 29.847 abitanti, situata nel distretto di Vaishali, nello stato federato del Bihar. In base al numero di abitanti la città rientra nella classe III (da 20.000 a 49.999 persone).

## Geografia fisica
La città è situata a 25° 52' 0 N e 85° 10' 60 E e ha un'altitudine di 41 m s.l.m..

## Società

### Evoluzione demografica
Al censimento del 2001 la popolazione di Lalganj assommava a 29.847 persone, delle quali 15.581 maschi e 14.266 femmine. I bambini di età inferiore o uguale ai sei anni assommavano a 5.438, dei quali 2.833 maschi e 2.605 femmine. Infine, coloro che erano in grado di saper almeno leggere e scrivere erano 15.280, dei quali 9.318 maschi e 5.962 femmine.